# Joel Benítez
Francisco Joel Benítez Burgos (Asunción, Paraguay, 26 de febrero de 1984) es un futbolista paraguayo que juega como defensa central.

## Clubes
| Club               | País      | Año         |
| ------------------ | --------- | ----------- |
| Guaraní            | Paraguay  | 2005 - 2006 |
| CSD Comunicaciones | Guatemala | 2006 - 2007 |
| Guaraní            | Paraguay  | 2008 - 2011 |
| CSD Comunicaciones | Guatemala | 2011 - 2016 |
| Sportivo Luqueño   | Paraguay  | 2016 - 2019 |
| Rubio Ñu           | Paraguay  | 2021        |

### Participaciones en Copas Nacionales
| Copa               | País     | Resultado     | Partidos | Goles |
| ------------------ | -------- | ------------- | -------- | ----- |
| Copa Paraguay 2018 | Paraguay | Por confirmar | 1        | 1     |

## Palmarés

### Títulos
| Título        | Club                                   | País      | Año  |
| ------------- | -------------------------------------- | --------- | ---- |
| Apertura 2012 | Club Social y Deportivo Comunicaciones | Guatemala | 2012 |

Además ganó el Torneo Clausura 2012-2013 en Guatemala con el Club Social y Deportivo Comunicaciones, donde actualmente disputa el Torneo de Campeones de CONCACAF.